# Pathi
Pathi (Tamoul : பதி, "L'endroit où est Dieu") est le nom que l'on donne aux principaux lieux de culte pour la religion Ayyavazhi du sud de l'inde.
Il est dit dans le principal livre sacré Akilattirattu Ammanai que les Pathis sont les endroits où le dieu Ayya Vaikundar fit des révélations sous sa forme humaine, ce que l'on appelle les Avatara Ekanai. Ainsi, les pathis sont des lieux sacrés pour les croyants de la religion Ayyavazhi. L'ensemble des cinq Pathis est désigné par Panchappathis ; on ajoute parfois deux autres lieux de culte qui sont Vakaippathi et Avatharappathi.

## Architecture et structure
Généralement, la structure des Pathis diffère des temples que sont les Nizhal Thangals. En effet, les Pathis ne sont pas de simples lieux de cultes mais des endroits sacrés, chacun ayant une signification propre en rapport avec les activités du dieu Vaikundar.

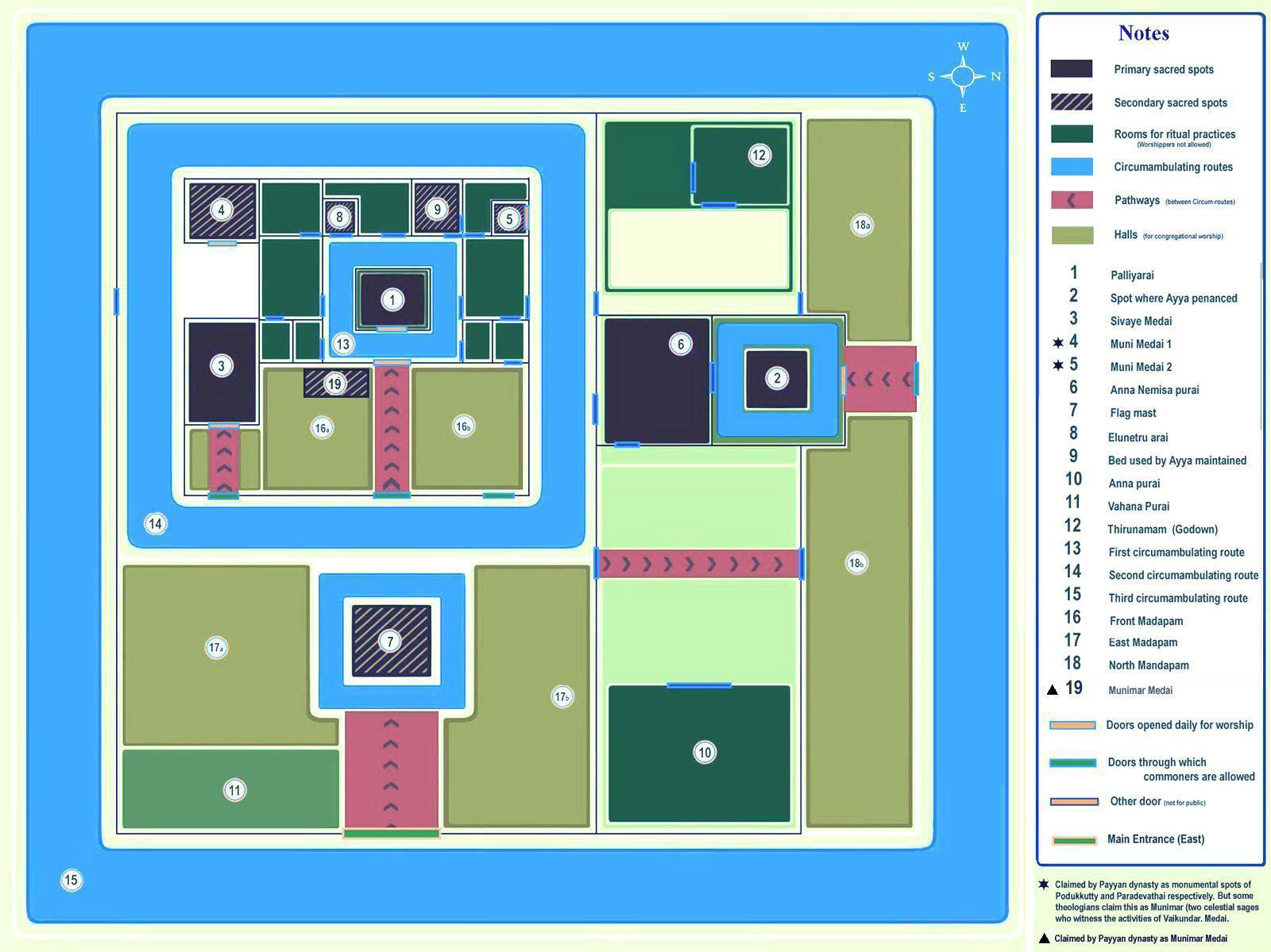
Plan de Swamithoppepathi.

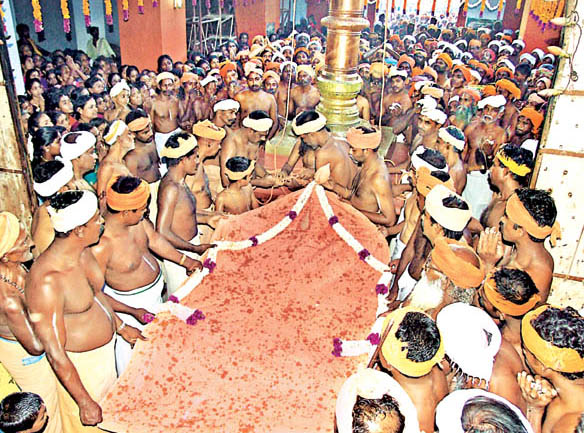
Cérémonie du drapeau à Swamithoppepathi le 19 août 2006.

Chaque Pathi a un "Pal Purai", là où le rituel Nithya Pal est consacré chaque jour en l'honneur de Vaikundar. Chaque pathi a également un mât avec un drapeau et nombre de Vâhana qui transportent Vaikundar dans les processions durant les fêtes. Dans deux des Pathis, Swamithoppepathi et Ambalappathi, on trouve des chariots du temple, qui sont des sortes de chariots utilisés pour transporter les idoles.
Le sanctuaire sacré est désigné par Palliyarai. Il est très différent de celui qu'on trouve dans les Nizhal Thangals: au lieu d'utiliser des chaises ou des structures en bois, on trouve des piédestaux au-dessus desquels une structure en cuivre appelée "Nama Vel" est érigée et drapée d'un tissu en soie, ce qui donne la forme d'une posture asana dans laquelle on dit que le "dieu invisible est assis". Tout Pathi a un couloir intérieur autour du sanctuaire sacré et un couloir extérieur (Santhana Veethi) autour de l'ensemble.

## Administration, rituels et prières

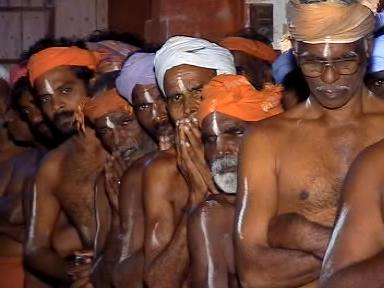
Scène de prière.

L'Ayyavazhi n'est pas une religion "organisée" dans le sens d'un commandement central. Bien que le Swamithoppepathi soit considéré comme le quartier-général, il ne contrôle pas officiellement les autres centres religieux. Par conséquent, chaque Pathi est géré de façon indépendante par des communautés ou des organisations.
Dans chaque Pathi, trois offices sont conduits en accord avec les textes Ayyavazhi. Ukappadippu est dirigé le matin et le soir tandis que le Ucchippadippu est fait sept fois à midi. Vhanam Eduppu est dirigé deux fois par jour à Swamithoppepathi, chaque mardi à Ambalappathi, et au moins une fois par mois dans les autres Pathis. Le rituel principal Nithya pal est mené et consacré à Vaikundar chaque jour et Thiru-Eadu Vasippu est aussi donné fréquemment.

## Fêtes

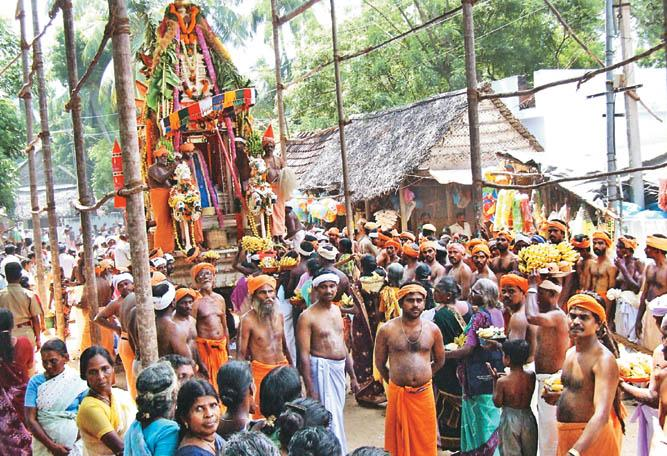
Fête à Swamithoppepathi avec le chariot du temple.

Des fêtes importantes dans les Pathis sont Kodiyetru Thirunal pendant onze jours, Thiru Eadu Vasippu pendant dix-sept jours et le Vaikunda Avathara Dinam, célébration de quelques jours pendant la fête de l'Ayya Vaikunda Avataram. À Swamithoppepathi, le Kodiyetru Thirunal a lieu chaque année durant au moins onze jours pendant les mois Tamoul d'Avani, Thai et Vaikasi, équivalents respectifs d'août/septembre, janvier/février et mai/juin. Dans tout pathi, des prières spéciales prennent place chaque dimanche. En particulier, le premier dimanche de chaque mois Tamoul est considéré sacré et des donne lieu à des prières spéciales à Swamithoppepathi.
Pendant l'Ayya Vaikunda Avataram, les croyants partent en pèlerinage dans tous les lieux sacrés de la religion Ayyavazhi, en particulier les cinq Pathis. Différentes processions ont alors lieu à partir de différents endroits vers les Pathis, et en particulier les deux principaux, Swamithoppepathi et Ambalappathi.

## Le statut de Pathi
Pendant une longue de période, le terme de "Pathi" a été discuté. En général, le statut est donné à un endroit qui, selon les textes et recherches, est important dans la réincarnation de Vaikundar. Des références sont également cherchées dans les deux principaux textes sacrés que sont l'Akilathirattu Ammanai et l'Arul Nool. D'une façon plus simple, tout endroit n'étant pas directement associé avec une quelconque activité religieuse de Vaikundar ne peut être accepté comme Pathi.
Avatharappathi, l'endroit d'où Vaikunder s'est incarné par la mer, est considéré comme un Pathi par certains. Cependant, certains des croyants pensent que l'endroit où se trouve le temple actuel n'est pas l'endroit exact d'où Vaikunder s'est incarné par la mer. Ainsi, ce temple n'est pas dans la liste de Pathis donné par les quartiers généraux de l'Ayyavazhi. De même, Vakaippathi est considéré comme un Pathi par les textes en cela qu'il était l'entrée nord du Dwaraga Pathi, qui est dans la mer selon la mythologie Ayyavazhi, mais n'est pas dans la liste officielle.

## Les cinq Pathis: les Panchappathis

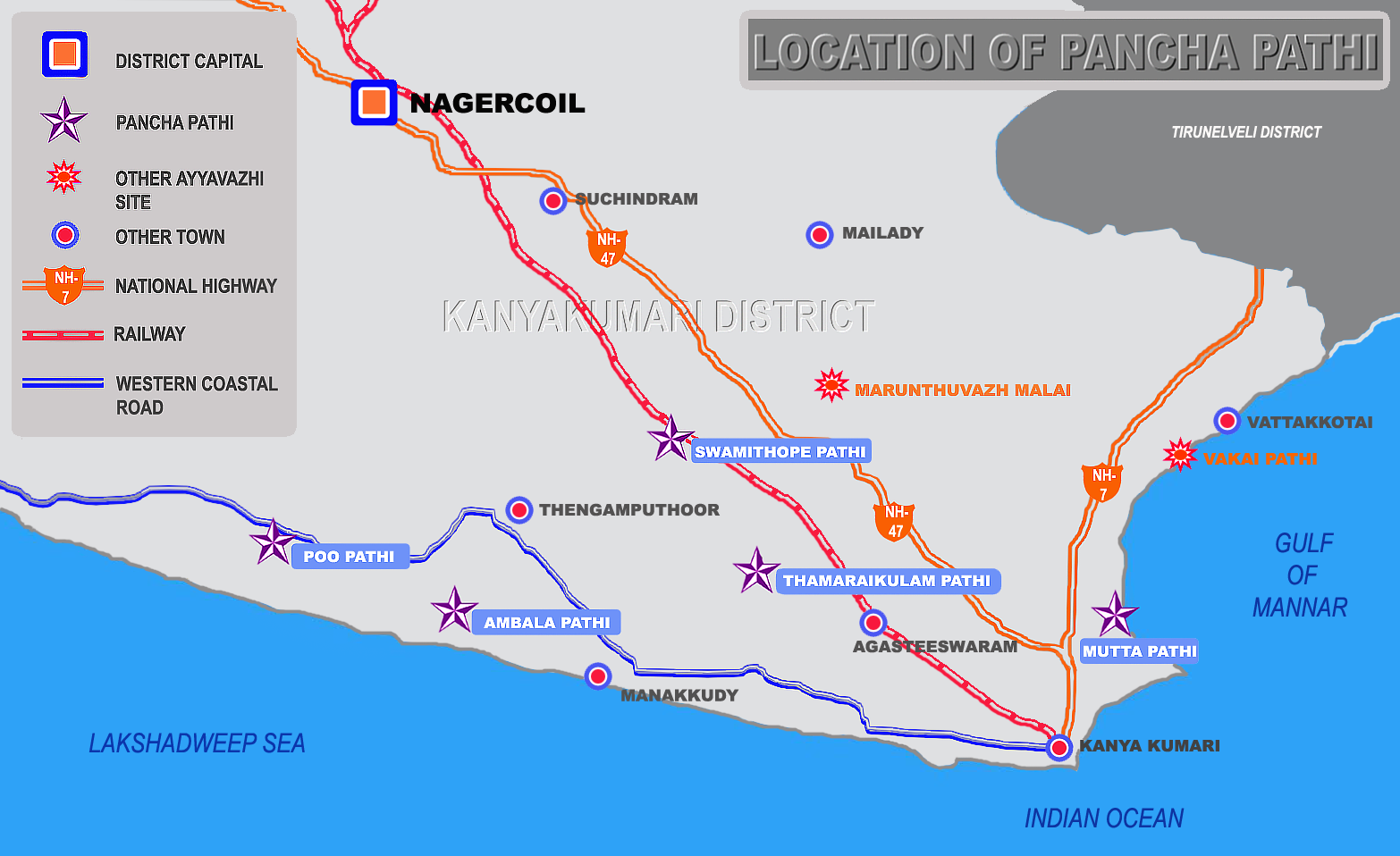
Localisation des Panchappathis.

- Swamithoppepathi, où a eu lieu la révélation du Tavam par Vaikundar. Il s'agit du quartier-général de la religion. L'on s'y réfère également par Thalaimaippathi pour désigner le quartier-général.
- Ambalappathi, où Vaikundar a unifié six des sept divinités en lui.
- Muttappathi, où l'on a donné à Vaikundar le second et le troisième Vinchais.
- Tamaraikulampathi, où le principal ouvrage sacré Akilattirattu Ammanai est écrit.
- Pooppathi, où Vaikundar a unifié Poomadanthai en lui à travers un mariage symbolique.

## Autres Pathis
- Vakaippathi, où la cérémonie du Thuvayal Thavasu prend place. Il s'agit également de l'entrée nord du Dwaraga Pathi. Ce Pathi est parfois inclus dans la liste des Panchappathis.
- Avatharappathi, où Ayya Vaikundar s'est incarné par la mer.

## Sources
- G.Patrick's, Religion and Subaltern Agency, 2003, University of Madras.
- Tha. Krishna Nathan's, Ayya Vaikundarin Vazvum Sinthanaiyum, 2000.
- Dr. R.Ponnu's, Sri Vaikunda Swamigal and the Struggle for Social Equality in South India, 2000.

- (en) Cet article est partiellement ou en totalité issu de l’article de Wikipédia en anglais intitulé « Pathi » (voir la liste des auteurs).